# Дубовое (Берёзовский район)
Дубово́е — деревня в Берёзовском районе Пермского края, с 1924 года — центр Дубовского сельского поселения.
Расположена в 10 км к северо-западу от села Берёзовка и в 65 км к юго-востоку от Перми.

## Население
Население: 390 чел. (2002 г.), 204 чел. (1926 г.), 298 чел. (1869 г.).
| 2010 |
| ---- |
| 383  |

## Легенда
Раньше деревня была известна под названием Дубовое поле. С этим названием связана легенда. На деревню обрушилась страшная буря, после которой было уничтожено много строений, а также деревьев. Но только одни деревья устояли после этого катаклизма — вязы. Но жители почему то решили, что это дубы. И после этого случая деревня известна как Дубовое поле. Со временем название укоротилось до Дубовое. И спустя почти 300 лет вязы всё ещё растут в деревне.

## Современная история
В 1961 году был построен водопровод в деревне.
В 1967 году состоялось открытие памятника участникам войны.
В 1983 году открылось новое здание детсада.
В 1989 году началось строительство каменного здания школы.
В 1998 году открылась новое здание основной школы.
В 2006 году открылось новое здание больницы.
В 2012 году к деревне присоединили деревню Моховое.

## Природные ресурсы
Рядом с деревней найдено Высоковское месторождение нефти. Начиная с 2006 года ООО ПКФ «Селена» проводит добычу нефти со сжиганием попутного газа.
Также рядом с деревней есть две горы, на которых раньше велась добыча камня для строительства дороги.

## Колхоз им. Ильича
В феврале 1928 года стал образовываться колхоз. Сначала он назывался колхоз «Ильич», а позже его переименовали в колхоз «им. Ильича».
Весной 1938 года образовалась Дубовская МТС (машинно-тракторная станция), базировавшаяся в д. Перебор.
В 1961 году в д. Дубовое началось строительство КЗС (комплекс зерно-сушильный), строительство каменных зданий МТФ (молочно-товарная ферма).
Сейчас колхоз специализируется на животноводстве и растениеводстве. Имеется свой машинотракторный парк, 5 молочно-товарных ферм, зерноуборочный комплекс, молочный охладительный цех.

## Инфраструктура
В настоящее время в Дубовое функционируют: начальная и основная школы, детский сад, отделение почтовой связи, филиал Сбербанка, библиотека, дом культуры, три частных магазина, больница.